# Pheidole microgyna
Pheidole microgyna är en myrart som beskrevs av Wheeler 1928. Pheidole microgyna ingår i släktet Pheidole och familjen myror. IUCN kategoriserar arten globalt som sårbar. Inga underarter finns listade i Catalogue of Life.